# ピアース郡 (ワシントン州)

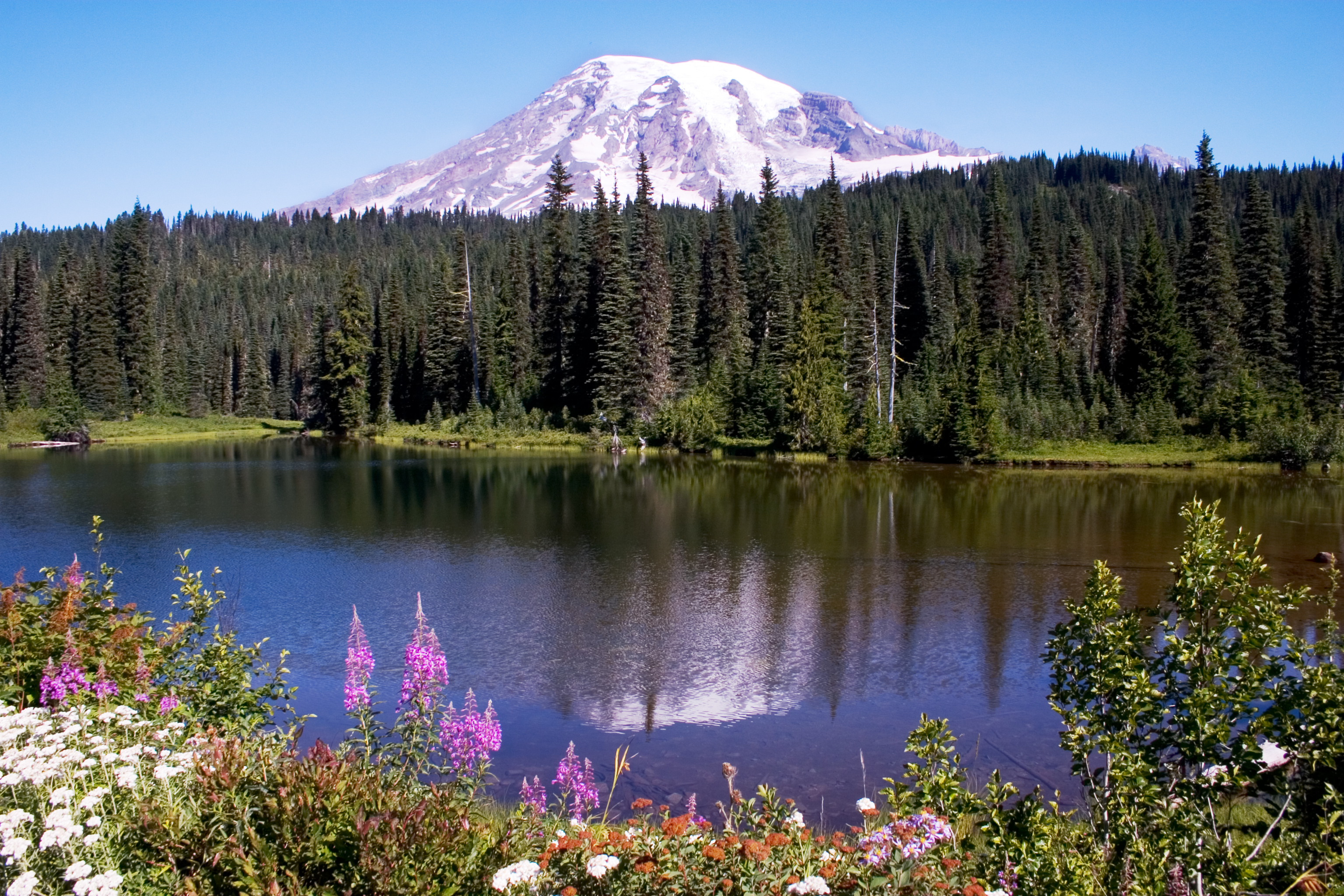
レーニア山、手前はレフレクション湖

レーニア山のハザードマップ

ピアース郡（英: Pierce County）は、アメリカ合衆国ワシントン州の郡である。人口は92万1130人（2020年）で、州内で2番目に人口の多い郡である。郡庁所在地はコメンスメント湾に面したタコマ市（人口約21万人）である。1852年12月22日にサーストン郡から分離設立され、第14代アメリカ合衆国大統領フランクリン・ピアースに因んで名付けられた。
ピアース郡はカスケード山脈で最高峰の火山レーニア山があることで知られている。直近の噴火は1820年から1854年に記録された。差し当たりの噴火の危険性は無いが、地質学者は再度噴火するものと予測している。もしレーニア山が噴火すれば、ピアース郡とプヤラップバレーは火山泥流、溶岩あるいは火砕流に襲われる危険性がある。1998年にレーニア山泥流警報システムが作られ、噴火が起きた場合のピューアラップ川流域の避難に役立つことになっている。

## 地理
アメリカ合衆国国勢調査局に拠れば、郡域全面積は1,806平方マイル (4,679 km2)であり、このうち陸地は1,679平方マイル (4,348 km2)、水域は128平方マイル (330 km2)で水域率は7.06%である。自然の地形の最高点は標高14,410フィート (4,392 m) のレーニア山であり、ワシントン州内でも最高地点になっている。

### 特徴的な地形
- アンダーソン島
- カーボン川
- カスケード山脈
- ケース入江
- コメンスメント湾
- フォックス島
- ヘロン島
- ケトロン島
- キー半島
- タップス湖
- マクニール島
- レーニア山、最高地点
- ニスクァリー川
- ピュージェット湾
- ピューアラップ川
- ラフト島
- タコマ海峡
- クリアウォーター原生地

### 隣接する郡
- キング郡 - 北
- キッティタス郡 - 北東
- ヤキマ郡 - 東
- ルイス郡 - 南
- サーストン郡 - 西、南西
- メイソン郡 - 西、北西
- キットサップ郡 - 北、北西

### 国立保護地域
- ベイカー山・スノクァルミー国立の森（部分）
- レーニア山国立公園（部分）
- ニスクァリー国立野生生物保護区（部分）

## 人口動態
以下は2000年の国勢調査による人口統計データである。
| 基礎データ - 人口: 700,820人 - 世帯数: 260,800 世帯 - 家族数: 180,212 家族 - 人口密度: 161人/km2（417人/mi2） - 住居数: 277,060軒 - 住居密度: 64軒/km2（165/mi2） 人種別人口構成 - 白人: 78.39% - アフリカン・アメリカン: 6.95% - ネイティブ・アメリカン: 1.42% - アジア人: 5.08% - 太平洋諸島系: 0.85% - その他の人種: 2.20% - 混血: 5.11% - ヒスパニック・ラテン系: 5.51% 先祖による構成 - ドイツ系：16.1% - アイルランド系：8.6% - イギリス系：8.2% - アメリカ人：6.3% - ノルウェー人：6.2% 年齢別人口構成 - 18歳未満: 27.2% - 18-24歳: 9.8% - 25-44歳: 31.3% - 45-64歳: 21.5% - 65歳以上: 10.2% - 年齢の中央値: 34歳 - 性比（女性100人あたり男性の人口） - 総人口: 98.9 - 18歳以上: 96.7 | 世帯と家族（対世帯数） - 18歳未満の子供がいる: 35.9% - 結婚・同居している夫婦: 52.8% - 未婚・離婚・死別女性が世帯主: 11.8% - 非家族世帯: 30.9% - 単身世帯: 24.3% - 65歳以上の老人1人暮らし: 7.6% - 平均構成人数 - 世帯: 2.60人 - 家族: 3.10人 収入と家計 - 収入の中央値 - 世帯: 45,204米ドル - 家族: 52,098米ドル - 性別 - 男性: 38,510米ドル - 女性: 28,580米ドル - 人口1人あたり収入: 20,948米ドル - 貧困線以下 - 対人口: 10.5% - 対家族数: 7.5% - 18歳未満: 13.2% - 65歳以上: 7.2% |

## 政治
ピアース郡はアメリカ合衆国下院議員を選ぶ3つの選挙区に入っている。
- ワシントン州第8選挙区は郡の東部、オーティングから東のレーニア山までである。2005年以降共和党のデイブ・ライヘルトが務めている。
- ワシントン州第9選挙区は郡中央部と南西部を含みニスクァリー川を境とし、フォートルイスとマッコード空軍基地を含んでいる。1997年以降民主党のアダム・スミスが務めている。
- ワシントン州第6選挙区はタコマ市、ギグハーバー、キー半島、およびレイクウッドの一部を含んでいる。1977年以降民主党のノーム・ディックスが務めている。

## 都市と町
- タコマ（郡庁所在地）
- レイクウッド
- ピューアラップ
- ボニーレイク
- アルダー
- アルダートン
- アンダーソンアイランド
- オーバーン（小部分）
- アートンデール
- アシュフォード
- ベセル
- バックレー
- カーボネード
- デュポン
- イートンビル
- エッジウッド
- エルベ
- エルクプレイン
- ファイフェ
- ファークレスト
- フォートルイス
- フォックスアイランド
- フレデリクソン
- ギグハーバー
- グラハム
- ケトロンアイランド

- キーセンター
- ラグランデ
- ロングブランチ
- マッコード空軍基地
- マッケナ
- ミッドランド
- ミルトン（大部分）
- オーティング
- パシフィック（小部分）
- パークランド
- プレーリーリッジ
- ロイ
- ラストン
- サウスヒル
- サウスプレーリー
- スパナウェイ
- スティラクーム
- サミット
- サムナー
- ユニバーシティプレース
- ボーン
- ウォーラー
- ワウナ
- ウィルクソン
- ウォロシェット

## その他の町
- アメリカンレイク
- アーレッタ
- ブラウンズポイント
- バーネット
- カスカディア
- シーダービュー
- クレセントバレー
- クロッカー
- クロムウェル
- ダッシュポイント
- ディーリンガー
- エレクトロン
- エルジン
- ファイアウッド
- グレンコーブ

- ハーバーハイツ
- ヘロンアイランド
- レイクベイ
- ロングブランチ
- ラブランド
- メイプルウッド
- マクニールアイランド
- ミーカー
- ナショナル
- オークブルック
- オホップ
- パラダイス
- ポイントフォスディック

- ポンデローサエステイツ
- ラフトアイランド
- ロードデンドロンパーク
- ローズデール
- ショアエーカーズ
- ショアウッドビーチ
- サニーベイ
- サンライズビーチ
- シルバン
- スリフト
- ティリカム
- ビクター
- ビラビーチ
- ウォーレン

## 経済
フォートルイスとマッコード空軍基地を合わせて42,000人以上の軍関係と市民を雇用しており、地元経済に重要な役割を果たしている。
ピアース郡の経済はほぼ150年間も農業が推進力だった。しかし、20世紀後半に農地の多くが住宅地に転換されてきた。ピアース郡はこの傾向を逆転する積極的な手段を採った。近年、ピアース郡農業諮問委員会を創設した。この委員会は地元農夫に土地利用規制の解釈を伝え、また農作物の生産量を上げるように促進した。委員会の創設によって郡内農地として残っている48,000エーカー (192 km2) を保存できることが期待されている。農地が減ったにも拘わらず、ピアース郡ではアメリカ合衆国のダイオウ生産量の約50%を生産し続けている。

## 芸術と文化
ピアース郡は芸術と文化の分野での繁栄を誇っている。郡内の芸術関連組織として、芸能ブロードウェイセンター、グランド・シネマ、レイクウッド・プレイハウス、ガラス博物館、ノースウェスト・シンフォニエッタ、スピークイージー芸術協同組合、タコマ美術館、タコマ小劇場、タコマ・コンサートバンド、タコマ・ミュージカルプレイハウス、タコマ・オペラ、タコマ・フィルハーモニック、タコマ・シンフォニー、ダンスシアター・ノースウェスト、ワシントン州歴史博物館などがある。毎年2月に数日間にわたって開催されるウィンターグラスは、2005年に「ブルーグラス・フェスティバル2005年賞」を受けた（この祭は2010年からベルビューに会場を移した）。タコマ市は毎年11月を「アート・アット・ワーク」月間とし、市内の芸術社会への参加と支援を奨励している。地域の統合芸術基金であるアーツファンドが1969年以来郡内の芸術社会を支援し続けている。
芸術や文化について各市の案内サイトが幾つかある。すなわちTacomaMama.com、Exit 133、TakePartInArt.orgおよびFeedTacoma.comなどである。
毎年4月、ピアース郡の水仙祭とパレードが開催されている。この場釣りは1934年に始まり、地域最大級の催しになっている。毎年9月に開催されるピューアラップ祭もある。この祭は全国的にも認知されている。

## 教育
郡内の教育学区としてはタコマ教育学区など16学区有る。私立学校にはカスケード・クリスチャン学校グループ、ライフ・クリスチャン学校などがある。図書館はピアース郡図書館システム、タコマ図書館システムおよびピューアラップ公共図書館がある。

### 高等教育
1965年創立のタコマ・コミュニティ・カレッジはノースウェスト・カレッジ・大学委員会に認定されている。州内34のコミュニティ・カレッジの1つであり、工科系カレッジである。州予算で支援され、タコマ・コミュニティ・カレッジ基金の資源が使われている。2006年から2007年の教育年で15,000人の学生が就学していた。その開設以来50万人近い学生が学んできた。卒業生の約40%は大学への転入を計画している。
その他の高等教育機関としては、ピアース・コミュニティ・カレッジ、ピュージェット湾大学、パシフィック・ルーテル大学、中部ワシントン大学拡張センターおよびワシントン・タコマ大学がある。

## 郡政府

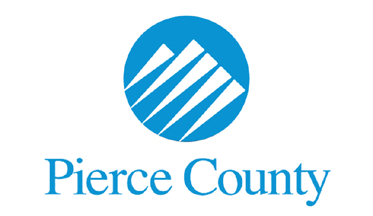
ピアース郡の旗

ピアース郡は認可によって設立され統治されている。これはワシントン州憲法第11章第4節に規定されるものである。郡政府の立法府は7人の委員による党派委員会であり、議長はロジャー・ブッシュが務めている。司法府は上位裁判所の23部門がある。行政府は執行部、査定・財務部、監査部、検察部、保安部の5部門がある。
過去5年間で多くの修正条項が住民投票に掛けられてきたが、そのシリアル番号は毎年更新されている。

## 交通
タコマ港は北アメリカで6番目にコンテナ取扱量の多い港であり、世界でも25傑に入っていて、地元経済に重要な役割を果たしている。この港は水深が深く、2,400エーカー (9.7 km2) の領域に34の深水深桟橋、200万平方フィート (190,000 m2) の倉庫と事務所、131エーカー (530,000 m2) の屋外ヤードなど施設とサービスの組合せを提供している。ある経済影響度調査に拠ればこの港湾活動で郡内の28,000人以上に職を提供している。
ピアース郡の公式交通運行機関はピアース交通である。バス、補助的交通機関およびカーシェアリング用自動車を提供している。地域内ではサウンド交通がタコマ中心街にライトレールを走らせ、地域内の急行バス路線も運行している。またインターシティ交通はタコマ、レイクウッドおよびサーストン郡間の輸送を担当している。

### 主要高規格道路
- 州間高速道路5号線
- 州間高速道路705号線
- ワシントン州道16号線（タコマナローズ橋）
- ワシントン州道167号線
- ワシントン州道410号線
- ワシントン州道512号線

### フェリー
- スティーラクーム・アンダーソン島フェリー

## 犯罪
2006年時点でワシントン州生態部が排除したメタンフェタミンの研究所138か所のうち38%がピアース郡内にあった。2001年に589か所あったものを減少させたのは、偽エフェドリン販売を制限する新法とメタンフェタミンの生産者に対する厳罰化が関わっている。